# Grand Prix Americas 2002
Grand Prix de las Americas 2002 var ett race som var den sextonde deltävlingen i CART World Series 2002. Racet kördes den 6 oktober på Bayfront Parks stadsbana i Miami, Florida. Cristiano da Matta säkrade mästerskapstiteln genom att ta sin sjunde seger för säsongen. Han gick i mål framför stallkamraten Christian Fittipaldi, medan mästerskapstvåan Bruno Junqueira slutade femma, vilket inte var tillräckligt för att hålla i den matematiska chansen att vinna titeln. Da Mattas vinst gjorde att Newman/Haas Racing vann sin första titel sedan Nigel Mansell triumferade 1993.

## Slutresultat
| Plats | Förare               | Team                | Grid | Kvaltid  |
| ----- | -------------------- | ------------------- | ---- | -------- |
| 1     | Cristiano da Matta   | Newman/Haas Racing  | 6    | 1.02,348 |
| 2     | Christian Fittipaldi | Newman/Haas Racing  | 8    | 1.02,523 |
| 3     | Jimmy Vasser         | Team Rahal          | 12   | 1.02,860 |
| 4     | Alex Tagliani        | Forsythe Racing     | 5    | 1.02,304 |
| 5     | Bruno Junqueira      | Chip Ganassi Racing | 10   | 1.02,607 |
| 6     | Michel Jourdain Jr.  | Team Rahal          | 15   | 1.03,055 |
| 7     | Adrián Fernández     | Fernández Racing    | 9    | 1.02,543 |
| 8     | Michael Andretti     | Team Motorola       | 14   | 1.03,052 |
| 9     | Tony Kanaan          | Mo Nunn Racing      | 1    | 1.01,264 |
| 10    | Dario Franchitti     | Team KOOL Green     | 7    | 1.02,369 |
| 11    | Mario Domínguez      | Herdez Bettenhausen | 18   | 1.04,326 |
| 12    | Paul Tracy           | Team KOOL Green     | 16   | 1.03,134 |
| 13    | Kenny Bräck          | Chip Ganassi Racing | 4    | 1.02,165 |
| 14    | Shinji Nakano        | Fernández Racing    | 11   | 1.02,750 |
| 15    | Tora Takagi          | Walker Racing       | 3    | 1.02,039 |
| 16    | Patrick Carpentier   | Forsythe Racing     | 17   | 1.04,135 |
| 17    | Oriol Servià         | Patrick Racing      | 13   | 1.02,891 |
| 18    | Scott Dixon          | Chip Ganassi Racing | 2    | 1.01,444 |